# Nicolae Carata
Nicolae Carata – rumuński bokser, brązowy medalista Mistrzostw Europy z roku 1930.

## Kariera
W czerwcu 1930 zdobył brązowy medal na Mistrzostwach Europy, w kategorii piórkowej. W półfinale przegrał z reprezentantem Włoch Cesare Saracinim, a w walce o trzecie miejsce pokonał Polaka Jana Górnego.